# Neuroxina
Las neuroxinas (NRXN) neuronales son receptores presinápticos de transmembrana. Se trata de proteínas que ayudan a conectar neuronas en la sinapsis. Se encuentran principalmente en la membrana presináptica.
Existen dos tipos, que se diferencian por su segmento extracelular: α y β.
Existe una relación funcional importante entre las neuroxinas y los receptores de glutamato, como se deduce de la interacción transináptica observada en el cerebelo entre la subunidad postsináptica 2delta del receptor del glutamato y la NRXN presináptica.
Las neuroxinas actúan conjuntamente con las neuroliguinas (NLGN), proteínas postsinápticas de transmembrana que se unen a moléculas de β-neurexinas través de la hendidura sináptica, mediante un mecanismo dependiente del calcio.
En los seres humanos, la alteración de genes que codifican neurexinas está implicada en trastornos como el autismo, el síndrome de la Tourette y la esquizofrenia.